# 合併 (政治)
在政治學、公共行政學或都市計畫中，廣義的合併（consolidation或amalgamation）是指在一個主權實體內部，兩個（或以上）政府組織、市政機構、國家、地區等政治或行政實體的整併，其又可概分為狹義的整併（consolidation）、兼併（annexation）、合併（merger）與合作（cooperation）四種類型。
合併和併吞（annexation）很類似，兩者差異主要在於併吞發生於兩個（或以上）獨立的主權實體，而合併發生在一個主權實體內部。

## 各國案例

### 希臘
希臘歷史上共有兩次重大的行政區劃調整：1998年，希臘政府實施卡波季斯第亞斯改革，強制將社區（希臘語：κοινότητες, kinotita）併入規模較大的鄉鎮（δήμοι, Dimos），地方政府機構由原本的5775個（包括441個鄉鎮和5382個社區）降為1033個（包括900個鄉鎮和133個社區）。2011年，希臘政府為了優化地方政府的行政效率，再推動卡利克拉提斯計畫，更進一步透過合併將基層政權削減至325個鄉鎮。

### 匈牙利
布達佩斯是1873年由位於多瑙河右岸（西岸）的城市布達和古布達以及左岸（東岸）城市佩斯合併而成的。

### 日本
日本基於強化市町村的效率與能量、擴大其治理規模，並因應財政困難，120年來持續推動市町村的合併（日本の市町村の廃置分合，にほんのしちょうそんのはいちぶんごう）。自明治以后，市町村的數量就一直處於減少的趨勢，合併壓倒性的多於分割。由於多次的行政區調整，行政區之間有時也會出現飛地。
日本歷史上先後共有三次大規模的市町村合并，分別是「明治大合併」、「昭和大合併」、及「平成大合併」，各自有其不同的背景因素、政策目標與後續影響。觀其成果，確實使市町村的平均規模擴大，行政服務上也有所變革，並因此節省了部分開支；但自治體合併後必須面對許多內部的不協調，財政上更由於財政紀律的缺乏和中央補助的減少，仍存在相當的困難。

### 荷蘭
荷蘭的基層政權或稱為市（荷蘭語：gemeenten），是荷蘭的第二級行政區劃，也是荷蘭的第三層公共行政單位，次於中央政府和省分。荷蘭在1832年第一次畫出正式的市政邊界。1851年荷蘭首相托爾貝克編訂《市政法》，許多規模較小的市被迫併入鄰近規模較大的市，或數個小城市合併為一個新的市。市的合併又以單一省分內的多個市一次性合併為主，因此市政邊界重繪主要落在這些區域裡。市的數量由1850年的1209個，到了2000年銳減為537個；截至2018年，荷蘭共有380個市。最初市的合併皆是由中央政府推動，直到二十世紀晚期隨著政策轉變，地方的支持成為合併推動的重要動力，而主因是一般認為合併後市的治理能更有效率。

### 臺灣
2010年12月25日實施縣市合併，是臺灣在1950年劃設16縣5市以來首次大規模的行政區劃調整。其中，臺中縣、市合併改制為臺中市，臺南縣、市合併改制為臺南市，高雄縣、市合併改制為高雄市。